# Kaskade rückwärts
Kaskade rückwärts ist ein deutscher Liebesfilm der DEFA von Iris Gusner aus dem Jahr 1984.

## Handlung
Maja Wegner ist Ende 30, lebt mit ihrer frühpubertierenden Tochter nach dem Tod ihres Mannes in einem kleinen Haus mit Hof, arbeitet als Dispatcherin beim Kraftverkehr und versucht in ihrer Freizeit, das heruntergekommene Haus zu renovieren. Die Tochter ist vom Lebensstil der Mutter frustriert und wirft ihr vor, ihr Leben nur noch der „Grabpflege“ zu widmen. Maja zieht einen Schlussstrich unter ihr Leben und beginnt neu.
Mit ihrer Tochter zieht sie in eine Altbauwohnung in einer Großstadt und beginnt mit einer Umschulung. Sie wird als Schaffnerin bei der Reichsbahn angestellt, wo sie mit ihrem neuen Kollegen Gerd rund um die Uhr zusammenarbeitet. In ihrer neuen Hausgemeinschaft lernt Maja die Professorinnenfrau Carola kennen, mit der sie sich anfreundet. Carola redet ihr den Gedanken, eine Heiratsannonce aufzugeben, zunächst aus. Sie deckt Maja mit neuen Kleidern ein und kümmert sich um Make Up und eine neue Frisur. Zu zweit ziehen sie um die Häuser und suchen nach einem passenden Partner für Maja. Der scheint sich zunächst in Musiker Toni zu finden, der Majas Stimme schön findet, mit ihr einige Aufnahmen macht und mit ihr flirtet. Als Maja erkennt, dass er dies bei all seinen Musikschülerinnen so macht, lässt sie ihn fallen.
Erst jetzt gibt sie die Heiratsannonce auf. Von den Dutzenden Bewerbern finden sich drei, denen Carola in Majas Namen antwortet. Das erste Blind Date jedoch entpuppt sich als Reinfall: Der biedere Brettschneider wurde von seiner Mutter animiert, auf die Annonce zu antworten, ist Nichttrinker und Nichtraucher und kann nicht tanzen. Maja ahnt schließlich, dass der Richtige näher ist, als sie die ganze Zeit bemerkt hat: Ihr Kollege Gerd ist zwar zurückhaltend, langjähriger Junggeselle und glaubt, sein Leben nie mehr umstellen zu wollen, überrascht sie jedoch mit kleinen Geschenken und erweist sich als loyal und einfühlsam. Auch sie nähert sich ihm vorsichtig, schenkt ihm an seinem Geburtstag eine Pflanze und bringt ihn dazu, seine Haltung des Ich-änder-mich-nicht-mehr zu überdenken. Als ihr Zug einmal auf offener Strecke hält und sich die Jugendlichen auf der angrenzenden Wiese kleine Blütenkränze flechten, gibt Maja zu, auch gerne einen tragen zu wollen. Während die Jugendlichen ihr vorhalten, dafür schon zu alt zu sein, erscheint kurze Zeit später Gerd mit einem Kranz, den er ihr aufsetzt. Beide fallen sich in die Arme und küssen sich – dass der Zug nun ohne die beiden Schaffner losfährt, merken sie erst, als sie ihn auch rennend nicht mehr einholen können. Gemeinsam folgen sie den Schienen.

## Produktion
Kaskade rückwärts wurde 1983 gedreht und erlebte am 9. Februar 1984 im Berliner Kino International seine Premiere. Am folgenden Tag kam der Film in die Kinos der DDR und lief am 2. August 1986 erstmals  im 1. Programm des Fernsehens der DDR.
Das Szenarium stammt von Roland Kästner und die Dramaturgie lag in den Händen von Dieter Wolf.
Der Filmtitel bezieht sich innerhalb des Films zunächst auf den Reitsport – mithilfe einer Kaskade rückwärts kann der Reiter selbst in ausweglosen Situationen mit einer Rolle rückwärts vom Pferd abspringen. Im übertragenen Sinne ist damit auch der Neuanfang Majas gemeint, die aus ihrem Alltagstrott ausbricht.
Das im Film gesungene Lied Du schöne Handschuhmacherin wurde von Christian Kožik komponiert. Der doppeldeutige Liedtext („Nur ein paar Jahre noch und euer schönstes Stück / schiebt man wie einen falschen Franc zurück“) stammt von François Villon. Kaskade rückwärts war neben einer kleineren Nebenrolle in Manfred Mosblechs Fernsehfilm Der Mann (1975) und zwei Nebenrollen in TV-Serien der einzige große Filmauftritt von Hauptdarstellerin Marion Wiegmann, die nach 1984 nicht wieder vor die Kamera trat.

## Kritik
„Iris Gusner hat ein hierzulande seltenes Talent für exzentrische Spielmomente, für Burlesken und Harlekinaden“, schrieb die zeitgenössische Kritik der DDR. Andere Kritiker befanden, dass Gusner bei dem Film „in das schwierigste Genre-Fach“ gegriffen habe – „[sie] erschrak offenbar auf halbem Wege und legte den Rest vergleichsweise verzagt zurück“. Frank-Burkhard Habel schrieb rückblickend, dass es Gusner gelang, mit ihrem satirischen Film „alle Genregrenzen zu sprengen und einen großen Teil der Kritiker zu verunsichern. Der amüsante, bissige Film mit starken Frauenrollen […] fand in der Bundesrepublik ein positiveres Echo als in der DDR“.
Der film-dienst nannte Kaskade rückwärts ein „zwischen Romantik und Satire ausbalanciertes Frauenschicksal mit ironischen Seitenhieben auf den Alltag in der DDR. Hervorragend das Spiel der Hauptdarstellerin.“ Cinema bezeichnete den Film eine „flotte DEFA-Filmkomödie, die mit ironischen Seitenhieben auf den DDR-Alltag nicht spart. […] Fazit: Ausbalancierte Mischung aus Romanze und Satire“.
Auch das Problem der Emanzipationsdarstellung wurde von Kritikern aufgegriffen. Neben Seitensprung (1980) und Das Fahrrad (1982) gilt Kaskade rückwärts als einer der wenigen DEFA-Filme, die das Thema Emanzipation deutlich ansprechen. Im Gegensatz zu z. B. Seitensprung beschreibt Gusner jedoch in ihrem Film „eher die Grenzen der Emanzipation, als deren Ursachen ein Normenkodex gesellschaftlicher Konventionen in Erscheinung tritt.“ Maja bleibe dabei „eher Mittlerin für eine Zustandsschilderung der Gesellschaft. Dieser Mangel bildet keine Ausnahme. Kaum ausgeprägte Figurenkonflikte, eine Scheu vor Überhöhung kennzeichnen zunehmend die [DEFA-]Filme der Achtziger.“

## Auszeichnung
Auf dem Nationalen Spielfilmfestival der DDR wurde Marion Wiegmann 1984 mit dem Nationalen Filmpreis als Beste Hauptdarstellerin ausgezeichnet.